# سوتا كيتهارا
سوتا كيتهارا (بالإنجليزية: Sota Kitahara)‏ هو لاعب كرة قدم أمريكي في مركز الوسط، ولد في 11 يناير 2003 في إدموندز في الولايات المتحدة. لعب مع تاكوما ديفنس.

## وصلات خارجية
- سوتا كيتهارا على موقع الدوري الأمريكي (الإنجليزية)
- سوتا كيتهارا على موقع قاعدة بيانات كرة القدم.إي يو (الإنجليزية)
- سوتا كيتهارا على موقع Soccerway.com (الإنجليزية)